# اوترانتو
اوترانتو (به ایتالیایی: Otranto) یک کومونه در ایتالیا است که در استان لچه واقع شده‌است.

## خصوصیات
اوترانتو ۷۶ کیلومترمربع مساحت و ۵٬۵۳۱ نفر جمعیت دارد و ۱۵ متر بالاتر از سطح دریا واقع شده‌است.